# Episodi di Joséphine, ange gardien (sesta stagione)
Joséphine, ange gardien è una serie televisiva francese, andata in onda sinora per 19 stagioni. Qui sotto sono riportate le trame degli episodi della sesta stagione della trasmissione, uscita in Francia nel 2002 e in Italia nel 2016.

## Episodio 16: Un destino da smentire
- Titolo originale: '
- Diretto da:
- Scritto da:

## Episodio 17: Cabaret
- Titolo originale: '
- Diretto da:
- Scritto da:

## Episodio 18: Il gradino più alto
- Titolo originale: '
- Diretto da:
- Scritto da:

## Episodio 19: Nadia
- Titolo originale: '
- Diretto da:
- Scritto da: